# Anoplodactylus chamorrus
Anoplodactylus chamorrus is een zeespin uit de familie Phoxichilidiidae. De soort behoort tot het geslacht Anoplodactylus. Anoplodactylus chamorrus werd in 1983 voor het eerst wetenschappelijk beschreven door Child. 